# Communauté de communes Arbois, Poligny, Salins, Cœur du Jura
La communauté de communes Arbois, Poligny, Salins, Cœur du Jura (CCAPS) est une communauté de communes française située dans le département du Jura, en Franche-Comté, dans la région administrative Bourgogne-Franche-Comté. Son siège est à Poligny.

## Historique
Dans le cadre des dispositions de la loi portant nouvelle organisation territoriale de la République du 7 août 2015, qui prévoit que les établissements publics de coopération intercommunale (EPCI) à fiscalité propre doivent avoir un minimum de 15 000 habitants, cette intercommunalité est créée par un arrêté préfectoral du 16 décembre 2016 entré en vigueur le 1er janvier 2017 par la fusion des trois  anciennes structures intercommunales, qui constituaient le Pays du Revermont :
- la communauté de communes Arbois, Vignes et Villages - Pays de Louis Pasteur ;
- la communauté de communes du comté de Grimont ;
- et la communauté de communes du pays de Salins-les-Bains.

Le 1er janvier 2025, les communes de Poligny et de Vaux-sur-Poligny fusionnent, sous le statut de commune nouvelle.

## Toponymie
La dénomination de l'intercommunalité fait référence aux trois bourgs-centres qui structurent son territoire, le terme « cœur » faisant référence à sa situation géographique centrale dans le Jura et à ses titres de capitale des vins du Jura et du Comté.

## Territoire communautaire

### Composition
En 2025, la communauté de communes est composée des 65 communes suivantes :

| Nom                      | Code Insee | Gentilé          | Superficie (km2) | Population (dernière pop. légale) | Densité (hab./km2) |
| ------------------------ | ---------- | ---------------- | ---------------- | --------------------------------- | ------------------ |
| Poligny (siège)          | 39434      | Polinois         | 51,48            | 4 089 (2022)                      | 79                 |
| Abergement-le-Grand      | 39002      |                  | 4,22             | 61 (2022)                         | 14                 |
| Abergement-le-Petit      | 39003      | Abergementiers   | 1,52             | 48 (2022)                         | 32                 |
| Abergement-lès-Thésy     | 39004      |                  | 4,63             | 50 (2022)                         | 11                 |
| Aiglepierre              | 39006      | Aillepierris     | 6,97             | 424 (2022)                        | 61                 |
| Arbois                   | 39013      | Arboisiens       | 45,42            | 3 146 (2022)                      | 69                 |
| Aresches                 | 39586      |                  | 4,76             | 27 (2022)                         | 5,7                |
| Les Arsures              | 39019      | Arsuriens        | 4,44             | 219 (2022)                        | 49                 |
| Aumont                   | 39028      | Aumontois        | 7,97             | 449 (2022)                        | 56                 |
| Barretaine               | 39040      |                  | 9,23             | 192 (2022)                        | 21                 |
| Bersaillin               | 39049      |                  | 13,9             | 401 (2022)                        | 29                 |
| Besain                   | 39050      | Béseniers        | 12,84            | 155 (2022)                        | 12                 |
| Biefmorin                | 39054      |                  | 11,25            | 91 (2022)                         | 8,1                |
| Bracon                   | 39072      |                  | 6,29             | 355 (2022)                        | 56                 |
| Brainans                 | 39073      | Brainanais       | 7,07             | 191 (2022)                        | 27                 |
| Buvilly                  | 39081      | Buvillois        | 6                | 388 (2022)                        | 65                 |
| Cernans                  | 39084      |                  | 5,51             | 142 (2022)                        | 26                 |
| Chamole                  | 39094      | Chamolais        | 5,78             | 160 (2022)                        | 28                 |
| La Chapelle-sur-Furieuse | 39103      |                  | 9,03             | 299 (2022)                        | 33                 |
| La Châtelaine            | 39116      | Châtelainiers    | 13,17            | 153 (2022)                        | 12                 |
| Le Chateley              | 39119      |                  | 4,67             | 85 (2022)                         | 18                 |
| Chaussenans              | 39127      | Chausseniers     | 4,4              | 107 (2022)                        | 24                 |
| Chaux-Champagny          | 39133      |                  | 7,33             | 73 (2022)                         | 10                 |
| Chilly-sur-Salins        | 39147      |                  | 11,94            | 95 (2022)                         | 8                  |
| Clucy                    | 39155      |                  | 5,13             | 70 (2022)                         | 14                 |
| Colonne                  | 39159      | Coulonnais       | 11,13            | 258 (2022)                        | 23                 |
| Darbonnay                | 39191      |                  | 4,39             | 81 (2022)                         | 18                 |
| Dournon                  | 39202      | Dournoniens      | 6,55             | 140 (2022)                        | 21                 |
| Fay-en-Montagne          | 39222      | Montis-Fagussins | 6,26             | 87 (2022)                         | 14                 |
| La Ferté                 | 39223      | Fertois          | 11,75            | 187 (2022)                        | 16                 |
| Le Fied                  | 39225      | Fiedois          | 8,39             | 189 (2022)                        | 23                 |
| Geraise                  | 39248      |                  | 6,04             | 43 (2022)                         | 7,1                |
| Grozon                   | 39263      | Grozonnais       | 14,25            | 384 (2022)                        | 27                 |
| Ivory                    | 39267      | Ivoriens         | 9,13             | 87 (2022)                         | 9,5                |
| Ivrey                    | 39268      |                  | 6,67             | 62 (2022)                         | 9,3                |
| Lemuy                    | 39291      |                  | 21,33            | 239 (2022)                        | 11                 |
| Marnoz                   | 39315      |                  | 4,87             | 379 (2022)                        | 78                 |
| Mathenay                 | 39319      | Mathenayons      | 3,54             | 145 (2022)                        | 41                 |
| Mesnay                   | 39325      | Moinoulis        | 8,32             | 577 (2022)                        | 69                 |
| Miéry                    | 39330      | Miroulis         | 7,67             | 139 (2022)                        | 18                 |
| Molain                   | 39336      |                  | 11,5             | 110 (2022)                        | 9,6                |
| Molamboz                 | 39337      | Molamboziens     | 7,06             | 88 (2022)                         | 12                 |
| Monay                    | 39342      | Monayans         | 2,5              | 124 (2022)                        | 50                 |
| Montholier               | 39354      | Barouchins       | 7,99             | 369 (2022)                        | 46                 |
| Montigny-lès-Arsures     | 39355      | Montignellis     | 10,63            | 234 (2022)                        | 22                 |
| Montmarlon               | 39359      |                  | 3,28             | 33 (2022)                         | 10                 |
| Neuvilley                | 39386      | Neuvillins       | 4,07             | 90 (2022)                         | 22                 |
| Oussières                | 39401      | Oussièrois       | 7,54             | 237 (2022)                        | 31                 |
| Picarreau                | 39418      | Picarrouliens    | 8,96             | 101 (2022)                        | 11                 |
| Les Planches-près-Arbois | 39425      |                  | 1,39             | 86 (2022)                         | 62                 |
| Plasne                   | 39426      | Plasniers        | 7,76             | 201 (2022)                        | 26                 |
| Pont-d'Héry              | 39436      | Héripontins      | 13,54            | 243 (2022)                        | 18                 |
| Pretin                   | 39444      | Preteniers       | 5,44             | 52 (2022)                         | 9,6                |
| Pupillin                 | 39446      | Pupillanais      | 6,61             | 245 (2022)                        | 37                 |
| Saint-Cyr-Montmalin      | 39479      |                  | 10,21            | 246 (2022)                        | 24                 |
| Saint-Lothain            | 39489      | Saint-Lothinois  | 12,33            | 461 (2022)                        | 37                 |
| Saint-Thiébaud           | 39495      |                  | 7,94             | 73 (2022)                         | 9,2                |
| Saizenay                 | 39497      |                  | 4,88             | 99 (2022)                         | 20                 |
| Salins-les-Bains         | 39500      | Salinois         | 24,68            | 2 430 (2022)                      | 98                 |
| Thésy                    | 39529      |                  | 4,92             | 64 (2022)                         | 13                 |
| Tourmont                 | 39535      | Tourmoniers      | 9,73             | 445 (2022)                        | 46                 |
| Vadans                   | 39539      | Vandésiens       | 11,25            | 307 (2022)                        | 27                 |
| Villers-les-Bois         | 39570      | Villerbotins     | 10,5             | 225 (2022)                        | 21                 |
| Villerserine             | 39568      | Villersenians    | 2,85             | 34 (2022)                         | 12                 |
| Villette-lès-Arbois      | 39572      | Velotiers        | 5,45             | 365 (2022)                        | 67                 |

### Démographie
| 1968   | 1975   | 1982   | 1990   | 1999   | 2010   | 2015   | 2022   |
| ------ | ------ | ------ | ------ | ------ | ------ | ------ | ------ |
| 23 173 | 22 652 | 23 003 | 23 063 | 22 405 | 22 571 | 22 191 | 21 429 |

## Organisation

### Siège
La communauté de communes a son siège à Poligny, 4 Rue du Champ de Foire.

### Élus
La communauté de communes est administrée par son conseil communautaire, composé pour la mandature 2020-2026 de 94 conseillers municipaux représentant chacune des  communes membres.
Au terme des élections municipales de 2020 dans le Jura, le conseil communautaire renouvelé a élu le 16 juillet 2020 son nouveau président, Dominique Bonnet, maire de Poligny, et désigné ses dix vice-présidents, qui sont, : 
1. Valérie Depierre, maire d’Arbois, chargée de l’économie, du commerce et du tourisme;
2. Alain Choulot, élu de Saint-Lothain, chargé des affaires générales et du personnel ;
3. Michel Cêtre, maire de Salins-les-Bains, chargé des programmes européens ;
4. Jean-Baptiste Baud, maire d'Abergement-le-Grand, chargé de l’environnement, du développement durable et de l’assainissement non collectif ;
5. Jean-François Gaillard, élu de Poligny, chargé des travaux et des infrastructures ;
6. Bernard Laubier,  maire  de Pont-d'Héry, chargé du traitement des déchets, des circuits courts et de la gestion des rivières ;
7. Véronique Lambert, élue de Poligny, chargée de l’enfance et de la jeunesse ;
8. Sylvie Regaldi, élue d'Arbois, chargée du service à la population et de la santé ;
9. Jean-François Cêtre, maire d'Ivrey, chargé de l’urbanisme et des territoires ;
10. Clément Forêt, élu de Salins-les-Bains, chargé de la culture et du patrimoine.

### Liste des présidents
| Période      | Période                        | Identité            | Étiquette | Qualité |
| ------------ | ------------------------------ | ------------------- | --------- | --- |
| janvier 2017 | juillet 2020                   | Michel Francony     |           | Conseiller municipal d’Arbois Président de la CC Arbois, Vignes et Villages - Pays de Louis Pasteur (2014 → 2016) |
| juillet 2020 | En cours (au 30 novembre 2023) | M. Dominique Bonnet | UMP → LR  | Professeur Maire de Poligny (2008 → )                                                                             |

### Compétences
L'intercommunalité exerce les compétences qui lui ont été transférées par les communes membres, dans les conditions déterminées par le code général des collectivités territoriales. Il s'agit de :
- Développement économique : actions de développement économique, zones d'activités industrielles reconnues d'intérêt communautaire, politique locale du commerce et soutien aux activités commerciales d'intérêt communautaire, action de développement du tourisme, comprenant la promotion du tourisme, dont la création d'offices de tourisme ;
- Aménagement de l'espace pour la conduite d'actions d'intérêt communautaire, comprenant notamment les zones d’aménagement concerté (ZAC)  d’intérêt communautaire nécessaires à l’exercice des compétences communautaires, réalisation de réserves foncières et immobilières pour toutes les compétences communautaires, plan local d'urbanisme, carte communale et autres documents d'urbanisme ;
- Aires d’accueil des gens du voyage et terrains familiaux locatifs en rapport avec l’accueil et à l’habitat des gens du voyage ;
- Collecte et traitement des déchets des ménages et déchets assimilés ;
- Gestion des milieux aquatiques et prévention des inondations, dont l’aménagement d’un bassin ou d’une fraction de bassin hydrographique, l’entretien et aménagement de cours d’eau, canaux, lacs, plans d’eau, défense contre les inondations et contre la mer, la protection et restructuration des sites, des écosystèmes aquatiques et des zones humides ainsi que des formations boisées riveraines.
- Protection et mise en valeur de l'environnement, le cas échéant dans le cadre de schémas départementaux et régionaux, de politiques contractuelles, soutien au développement des énergies renouvelables, soutien aux actions de maîtrise de la demande d'énergie ;
- Politique du logement et du cadre de vie : politique du logement social d’intérêt communautaire et action, par des opérations d’intérêt communautaire en faveur du logement des personnes défavorisées ;
- Maison de services au public
- Équipements culturels et sportifs de l'enseignement préélémentaires et élémentaires
- Action sociale, enfance et jeunesse : structure de restauration collective intéressant plusieurs communes en faveur des publics suivants : scolaire, personnes âgées, employées municipaux ou communautaires.
- Système d’informatisation géographique, contrats de développement et d’aménagement du territoire ainsi que des politiques publiques territorialisées, étude et définition de schéma de mise en accessibilité des bâtiments publics communautaires aux personnes handicapées ;
- Contribution au service départemental d'incendie et de secours (SDIS) ;
- Actions de soutien au développement des infrastructures et des réseaux de communication électronique et au développement numérique.
- Tourisme et loisirs : Commercialisation des prestations de services touristiques, étude et mise en œuvre de la politique locale et des programmes locaux de développement touristique, exploitation des services touristiques, d'installations et d’équipements touristiques, soutien aux animations touristiques, entretien et aménagement du site touristique du Mont Poupet et autres sites à définir, définition de schéma communautaire des itinéraires pédestres, équestres, cyclables, création, entretien, réhabilitation, actions d’information et de promotion, balisage des sentiers intéressant le territoire communautaire figurant au PDIPR, création, entretien et gestion des aires d’auto caravanage à Mesnay, création, entretien et gestion du camping de Poligny.
- Soutien aux structures nécessaires au maintien des services de santé et de développement de l’offre médicale visant à offrir des soins de proximité
- Action culturelle et sportive : soutien aux projets des associations culturelles ayant leur siège sur le périmètre communautaire, dont l’objet est d’exercer des actions sur le périmètre communautaire, création, mise en œuvre et soutien de projets, d'évènements ou de manifestations culturelles et sportives présentant un intérêt pour le territoire communautaire, aménagement, entretien et gestion de l’aérodrome à Arbois.
- Assainissement non collectif ;
- Enseignement musical ;
- Lecture publique ;
- Communication assurant la promotion de la vie et des projets communautaires.

### Régime fiscal et budget
La communauté de communes est un établissement public de coopération intercommunale à fiscalité propre.
Afin de financer l'exercice de ses compétences, l'intercommunalité perçoit la fiscalité professionnelle unique (FPU) – qui a succédé à la taxe professionnelle unique (TPU) – et assure une péréquation de ressources entre les communes résidentielles et celles dotées de zones d'activité.
Elle ne reverse pas de dotation de solidarité communautaire (DSC) à ses communes membres.

## Projets et réalisations
Conformément aux dispositions légales, une communauté de communes a pour objet d'associer des « communes au sein d'un espace de solidarité, en vue de l'élaboration d'un projet commun de développement et d'aménagement de l'espace ».